# Vaqueros de Ixtlán

Vereinslogo

Vaqueros de Ixtlán ist ein Fußballverein mit Sitz in der im mexikanischen Bundesstaat Nayarit gelegenen Stadt Ixtlán del Río.

## Geschichte
Der Verein wurde 2004 gegründet. Die Vaqueros (span. für Cowboys) waren in den vier Spielzeiten zwischen 2005/06 und 2008/09 in der drittklassigen Segunda División vertreten, wo sie während der ersten drei Jahre der Zona Occidente zugeordnet waren und nach der Ligareform von 2008 die Saison 2008/09 in der Liga de Premier de Ascenso verbrachten.
Ihre besten Platzierungen erreichte der Verein in der Saison 2010/11, als sie in der Gruppe Nord sowohl in der Apertura 2010 (Hinrunde) als auch in der Clausura 2011 (Rückrunde) den zweiten Platz belegten und sich somit – erstmals nach der Clausura 2008, als sie den dritten Platz ihrer Gruppe belegt hatten – für die im Play-off-Verfahren ausgetragene Meisterschaftsendrunde qualifizierten. Nachdem sie 2008 im Viertelfinale gegen den späteren Aufsteiger Pachuca Juniors gescheitert waren, unterlagen sie in der Saison 2010/11, erst im Achtelfinale und dann im Viertelfinale, jeweils gegen Cruz Azul Jasso.
In derselben Saison 2010/11 gewann ihr B-Team die Meisterschaft der viertklassigen Tercera División.
Nach der im Sommer 2011 erfolgten Ligareform der Segunda División und Reduzierung ihrer Teilnehmer auf 32 Mannschaften verlor der Verein seinen Platz in der dritten Liga und ist seither nur noch in der Tercera División vertreten, wo die erste Mannschaft der Vaqueros derzeit (Saison 2012/13) der Gruppe X zugeordnet ist.

## Erfolge
- Meister der Tercera División: 2010/11